# Marnay (Górna Saona)
Marnay – miejscowość i gmina we Francji, w regionie Burgundia-Franche-Comté, w departamencie Górna Saona, położona nad rzeką Ognon.
Według danych na rok 1990 gminę zamieszkiwało 1201 osób, a gęstość zaludnienia wynosiła 116 osób/km² (wśród 1786 gmin Franche-Comté Marnay plasuje się na 133. miejscu pod względem liczby ludności, natomiast pod względem powierzchni na miejscu 417.).